# Marc Roca
Marc Roca (Vilafranca del Penedès, 26 de novembro de 1996) é um futebolista profissional espanhol que atua como meia. Atualmente joga pelo Betis.

## Carreira
Marc Roca começou a carreira no RCD Espanyol.

## Títulos
Bayern de Munique
- Copa do Mundo de Clubes da FIFA: 2020[3]
- Campeonato Alemão: 2020–21, 2021–22
- Supercopa da Alemanha: 2021

Espanha
- Campeonato Europeu Sub-21: 2019